# Дражен Чучек
Дражен Чучек (Загреб, 15. јул 1970) хрватски је телевизијски и позоришни глумац.
Завршио је Академију драмских уметности Универзитета у Загребу. Усавршавао се у Бечу. Био је у браку са Јеленом Вељачом. Од 2020. члан је сатиричног позоришта Керемпух.

## Филмографија
- Велики одмор (2000)
- Битанге и принцезе (2005–2010)
- Снивај злато моје (2005)
- Цимер фрај (2006)
- Наша мала клиника (2006)
- Пјевајте нешто љубавно (2007)
- Стипе у гостима (2008)
- Звијезде пјевају (2009)
- Закон! (2009)
- База Дједа Мраза (2009)
- Леа и Дарија (2011)
- Соња и бик (2012)
- Народни херој Љиљан Видић (2015)
- Права жена (2016)
- Почивали у миру (2017)
- Погрешан човек (2018)

## Награде и признања
- 1998. година: Награда хрватског глумишта за улогу господина Фулира (Ко пева зло не мисли)
- 2000. година: Награда за глумачко остварење на „Данима сатире“ за улогу Томаса Диафорија (Немоћник у памети)
- 2012. година: Награда хрватског глумишта за 2012. годину за улогу Ем-Си-ја (Кабаре)
- 2018. година: Награда хрватског глумишта за 2018. годину за најбољу главну мушку улогу у позоришној представи Опет он